# Cakile
Genre
Cakile est un genre de plantes à fleurs de la famille des Brassicaceae.

## Liste d'espèces
Selon Catalogue of Life (19 février 2025) :
- Cakile arabica Velen. & Bornm.
- Cakile constricta Pobed.
- Cakile edentula (Bigelow) Hook. - Caquillier édentulé
- Cakile geniculata (B. L. Rob.) Millsp., Publ. Field Columbian Mus. & Bot. Ser.
- Cakile lanceolata (Willd.) O. E. Schulz
- Cakile maritima Scop.

Selon ITIS (9 mai 2012) :
- Cakile constricta Rodman
- Cakile edentula (Bigelow) Hook. - Caquillier édentulé
- Cakile geniculata (B.L. Rob.) Millsp.
- Cakile lanceolata (Willd.) O.E. Schulz
- Cakile maritima Scop.

Selon NCBI (19 février 2025) :
- Cakile arabica
- Cakile arctica
- Cakile constricta
- Cakile edentula - Caquillier édentulé
- Cakile geniculata
- Cakile lanceolata
- Cakile maritima

Selon World Register of Marine Species (19 février 2025) :
- Cakile maritima Scop.

## Étymologie
Cakile est un nom d'origine arabe, issu de kakeleh, qaqila, qaqulla, termes désignant la cardamone, et qui apparaît en 1754 dans le dictionnaire The Gardeners Dictionary du botaniste écossais Philip Miller. 